# Balzheim
Balzheim är en Gemeinde i Alb-Donau-Kreis i östra delen av det tyska förbundslandet Baden-Württemberg. Balzheim, som består av Oberbalzheim och Unterbalzheim, har cirka 2 200 invånare, på en yta av 17,57 kvadratkilometer.
Kommunen ingår i kommunalförbundet Dietenheim tillsammans med staden Dietenheim och kommunnen Illerrieden.

## Befolkningsutveckling
| Befolkningsutvecklingen i Balzheim 1975–2015 | Befolkningsutvecklingen i Balzheim 1975–2015 | Befolkningsutvecklingen i Balzheim 1975–2015 | Befolkningsutvecklingen i Balzheim 1975–2015 | Befolkningsutvecklingen i Balzheim 1975–2015 |
| -------------------------------------------- | -------------------------------------------- | -------------------------------------------- | -------------------------------------------- | -------------------------------------------- |
|                                              |                                              |                                              |                                              |                                              |
| År                                           |                                              |                                              | Folkmängd                                    | Areal (ha)                                   |
| 1975                                         | 1975                                         |                                              | 1 443                                        | 1 758                                        |
| 1980                                         | 1980                                         |                                              | 1 597                                        |                                              |
| 1985                                         | 1985                                         |                                              | 1 573                                        |                                              |
| 1990                                         | 1990                                         |                                              | 1 614                                        |                                              |
| 1995                                         | 1995                                         |                                              | 1 825                                        |                                              |
| 2000                                         | 2000                                         |                                              | 2 011                                        |                                              |
| 2005                                         | 2005                                         |                                              | 2 020                                        |                                              |
| 2010                                         | 2010                                         |                                              | 1 993                                        |                                              |
| 2015                                         | 2015                                         |                                              | 2 026                                        |                                              |
|                                              |                                              |                                              |                                              |                                              |

## Personer från Balzheim
- Christian Wirth